# Stazione di Yonago

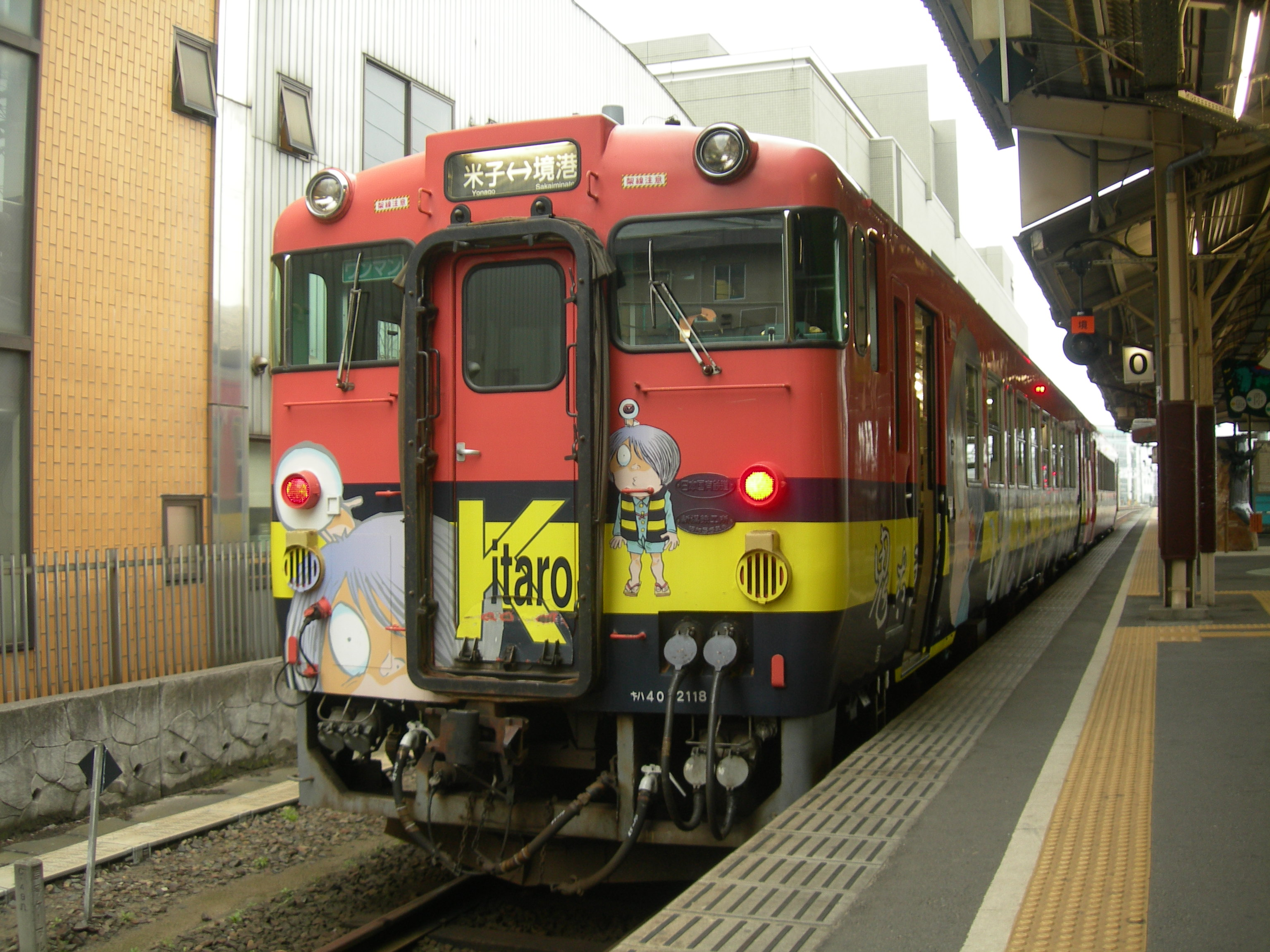
Treno Kitaro al binario 0

La stazione di Yonago (米子駅?, Yonago-eki) è la principale stazione ferroviaria della città di Yonago, città della prefettura di Tottori in Giappone. Si trova sulla linea principale San'in, è capolinea per la linea Sakai e accoglie alcuni servizi della linea Hakubi.

## Linee e servizi
JR West
■ Linea principale San'in
■ Linea Sakai
■ Linea Hakubi

### Treni a lunga percorrenza
Presso la stazione di Yonago fermano anche diversi treni a lunga percorrenza:
- Espresso Limitato Super Oki (Tottori - Yonago - Masuda - Shin-Yamaguchi)
- Espresso Limitato Super Matsukaze (Tottori - Yonago - Masuda)
- Rapido Tottori Liner (Tottori - Yonago - Izumoshi)
- Espresso Limitato Yakumo (Okayama - Kurashiki - Niimi - Yonago - Matsue - Izumoshi)
- Espresso Limitato notturno Sunrise Izumo per Tokyo

## Struttura
Realizzata in superficie, la stazione dispone di diversi servizi, fra cui biglietteria, servizi igienici e una piccola area commerciale. Sono presenti tre marciapiedi a isola per sei binari passanti.
| 0       | ■ Linea Sakai             | per Sakaiminato                |
| 1       | ■ Linea principale San'in | per Kurayoshi e Tottori        |
| 1       | ■ Linea Hakubi            | per Niimi, Kurashiki e Okayama |
| 2-3-4-5 | ■ Linea principale San'in | per Matsue e Izumoshi          |
| 2-3-4-5 | ■ Linea principale San'in | per Kurayoshi e Tottori        |
| 2-3-4-5 | ■ Linea Hakubi            | per Niimi, Kurashiki e Okayama |
| 2-3-4-5 | ■ Linea Sakai             | per Sakaiminato                |

## Stazioni adiacenti
| «                       | Servizio                | »                       |
| Linea principale San'in | Linea principale San'in | Linea principale San'in |
| ----------------------- | ----------------------- | ----------------------- |
| Higashiyama-kōen        | Locale                  | Yasugi                  |
| Hōki-Daisen             | Rapido Tottori Liner    | Yasugi                  |
| Capolinea               | Rapido Tsūkin Liner     | Yasugi                  |
| Linea Sakai             |                         |                         |
| Capolinea               | Locale                  | Bampakumachi            |